# Cimetière militaire du Commonwealth de Chouain
Le cimetière militaire du Commonwealth de Chouain est un cimetière militaire de la Seconde Guerre mondiale, situé à Chouain, dans le Calvados. Il contient 47 tombes, en faisant l'un des plus petits cimetières gérés par la Commonwealth War Graves Commission.

## Localisation
Le cimetière est situé sur la commune de Chouain, à environ 9 km au sud-est de Bayeux. Il est localisé le long de la D6 menant de Bayeux à Tilly-sur-Seulles, dans le hameau de Jérusalem.

## Histoire
Après la prise de Bayeux le 7 juin, les troupes anglaises progressent vers Tilly-sur-Seulles mais font face à une contre-attaque et une résistance allemande. Le 10 juin, le Durham Light Infantry enterre, au hameau de Jérusalem, sur la commune de Juaye-Mondaye, trois de ses soldats tués le jour même. C'est finalement 35 corps qui y seront enterrés. Le cimetière actuel est créé sur la commune de Chouain, au lieu-dit Le Douet de Chouain, près du château de Belval, en regroupant les corps enterrés à Jérusalem et 12 autres reposant à Belval même.

## Tombes
Le cimetière militaire du Commonwealth de Chouain héberge 47 tombes, dont 46 Britanniques et 1 Tchécoslovaque. Il héberge également le corps de Jack Banks, tué à 16 ans, un des plus jeunes soldats britanniques tués au combat.

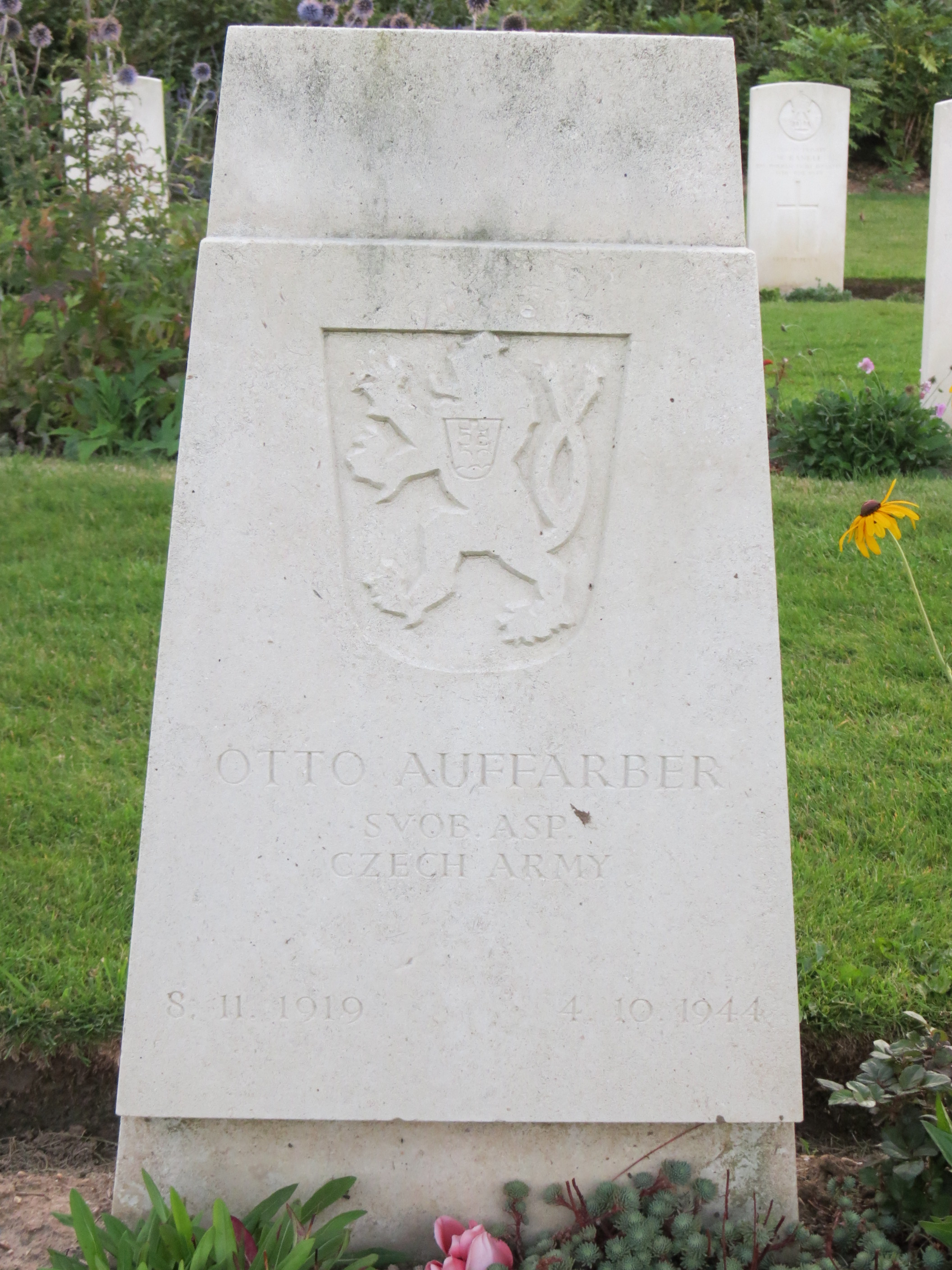
Tombe tchèque.
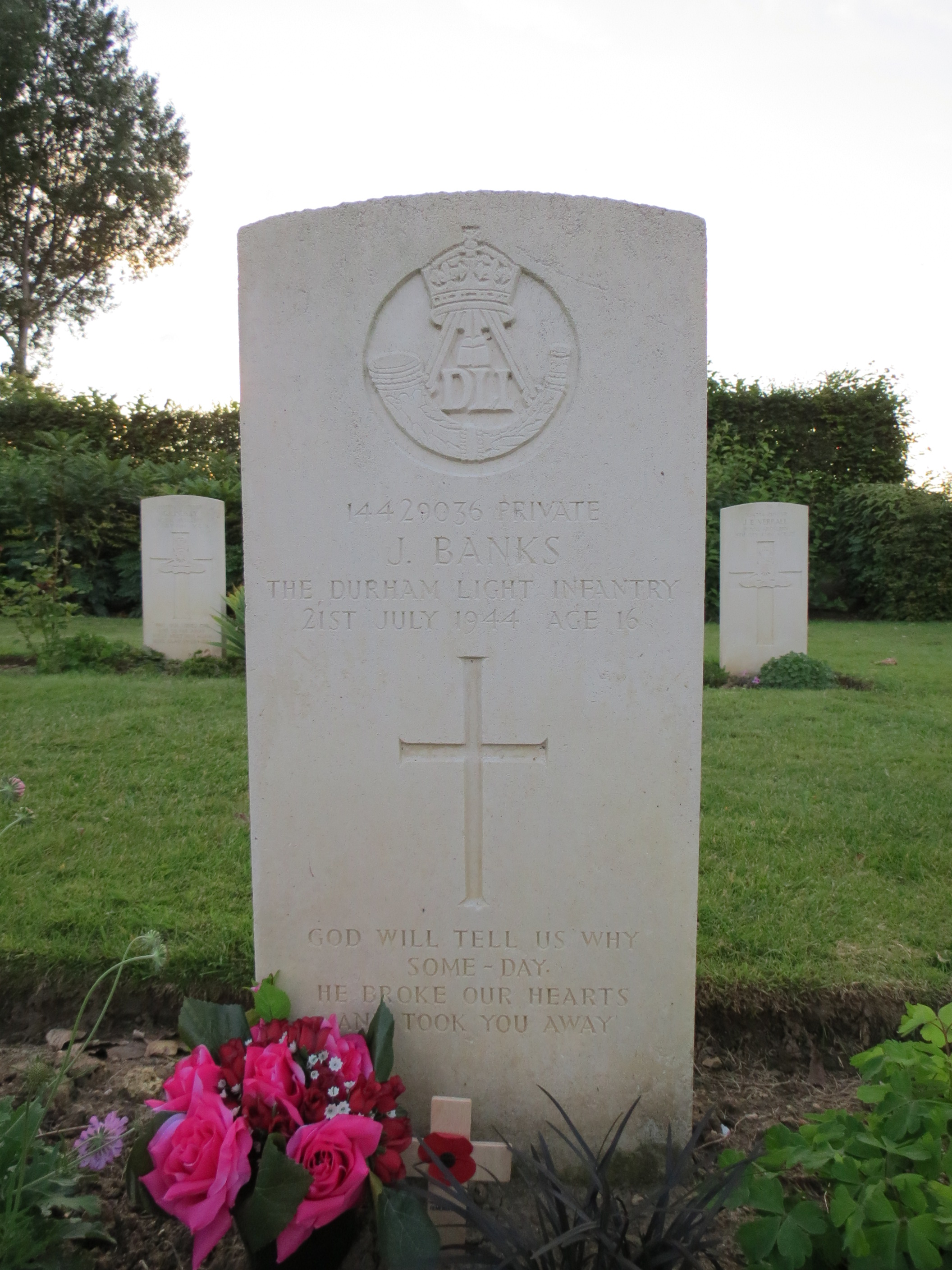
Tombe de Jack Banks, 16 ans.